# Tírig
Tírig ist eine Gemeinde (municipio) in Ostspanien, nahe der Costa del Azahar. Tírig hat 432 Einwohner (Stand: 2024). 

## Lage
Tírig liegt etwa 45 Kilometer nordnordöstlich von Castellón de la Plana und etwa 100 Kilometer nordnordöstlich von Valencia in einer Höhe von ca. 465 m.

## Bevölkerungsentwicklung
| Jahr      | 1900 | 1950 | 1970 | 1981 | 1991 | 2001 | 2011 | 2021 |
| Einwohner | 1215 | 1057 | 887  | 760  | 635  | 549  | 519  | 417  |

## Sehenswürdigkeiten
- Höhlenmalereien (Cova dels Cavalls)
- Burganlage

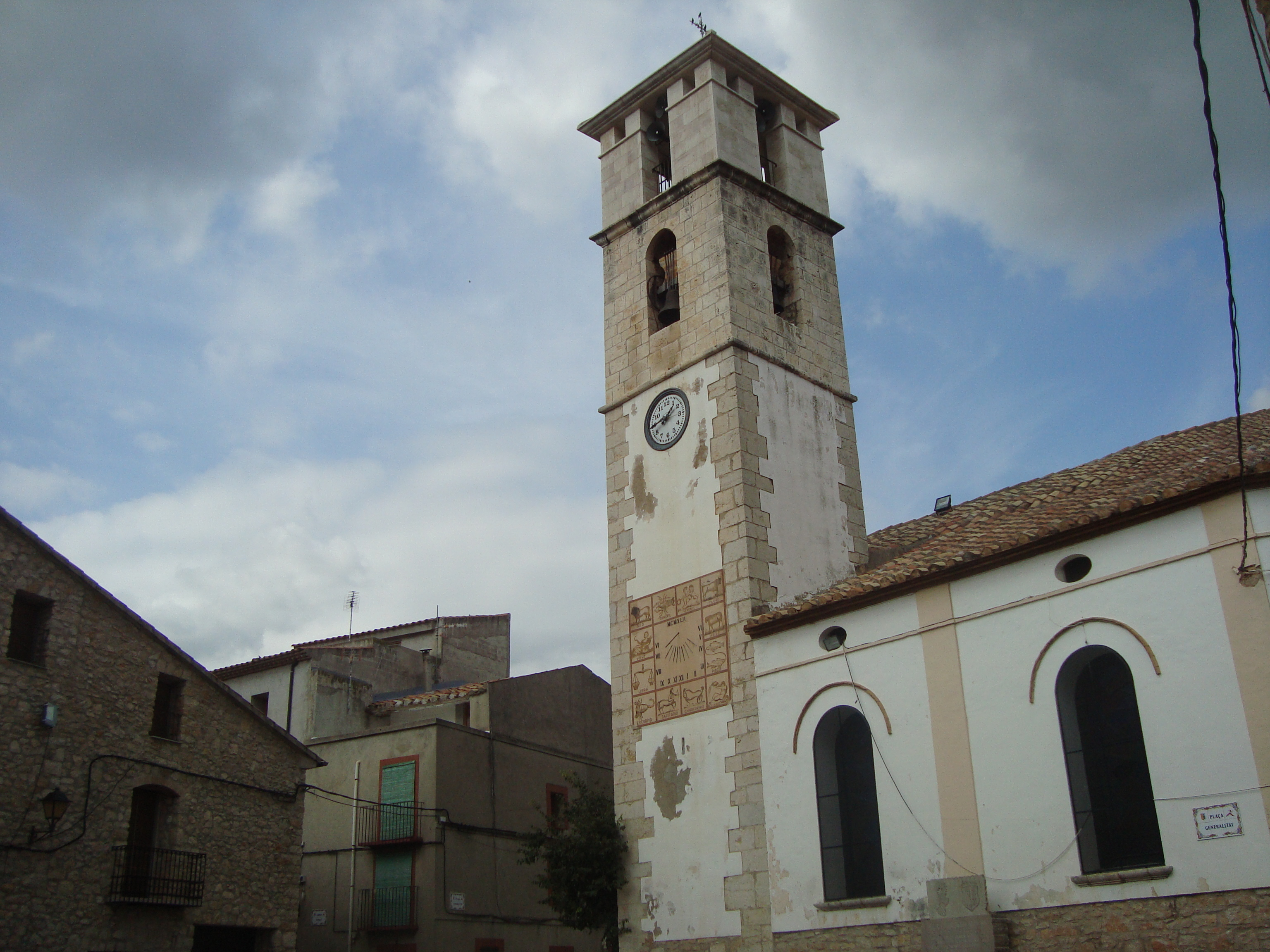
Marienkirche
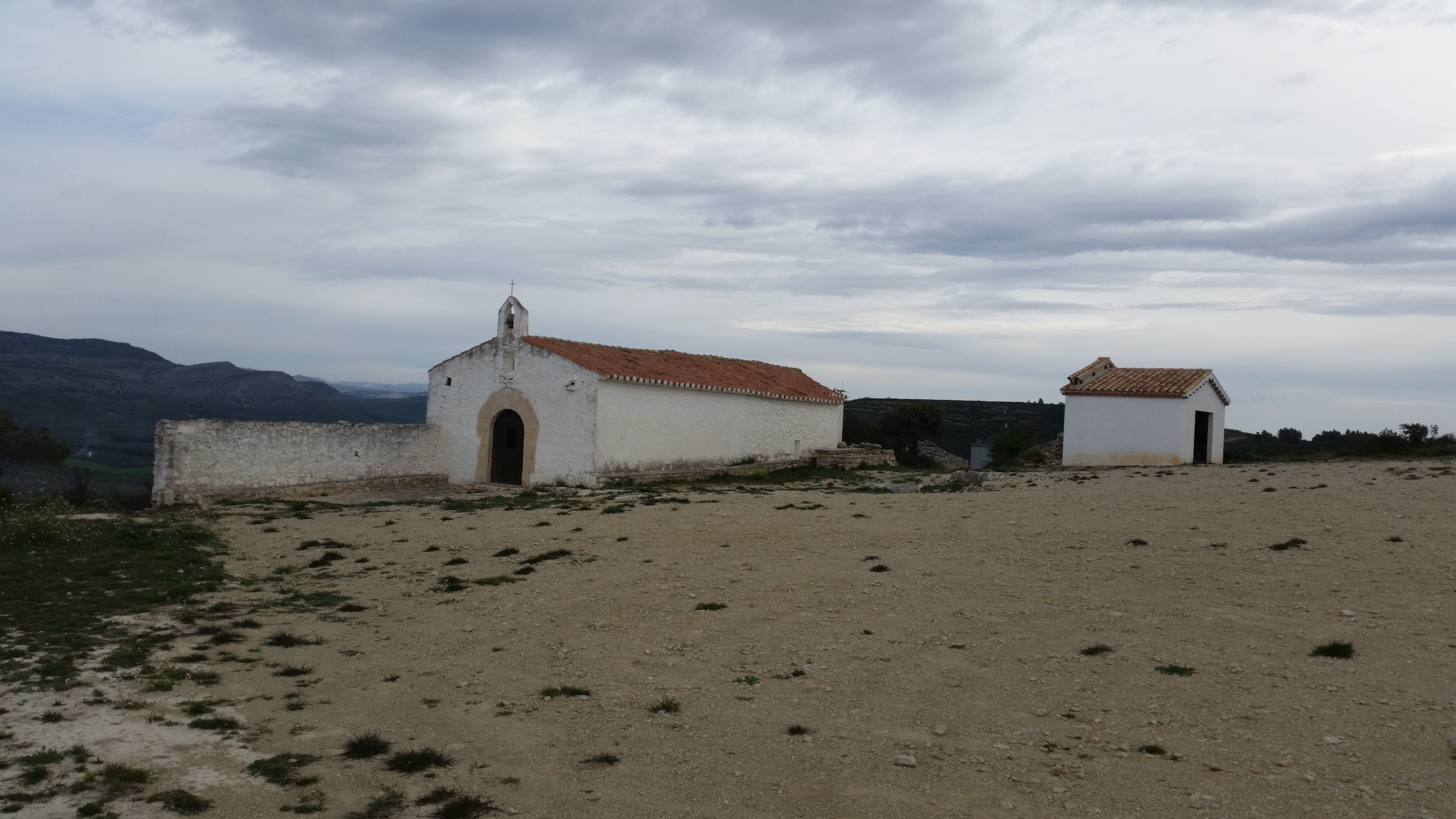
Barbarakapelle
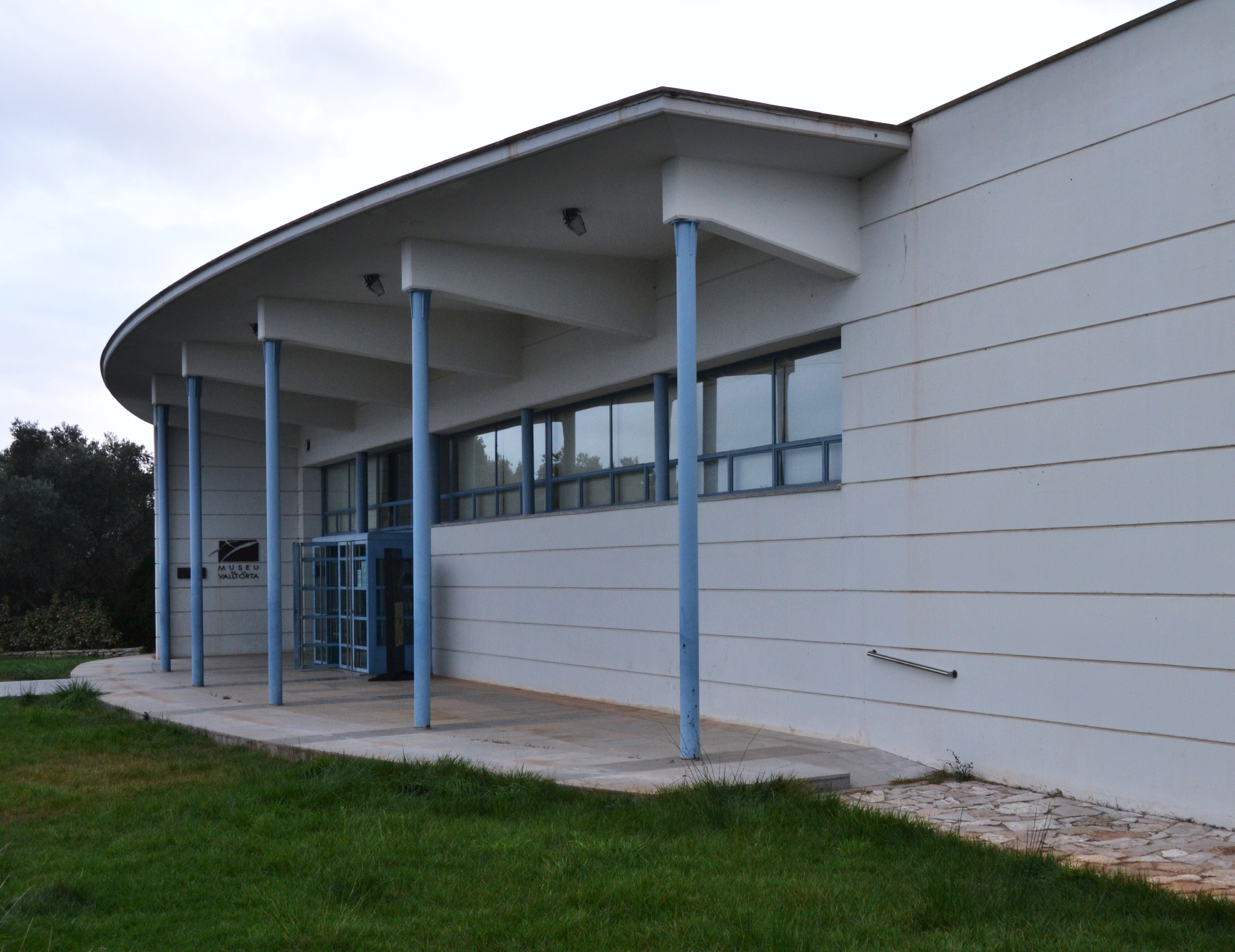
Museum von Valltorta

- Marienkirche
- Barbarakapelle
- Museum von Valltorta